# اعلامیه لندن برای صلح و مقاومت جهانی در برابر افراط‌گرایی (۲۰۱۱)

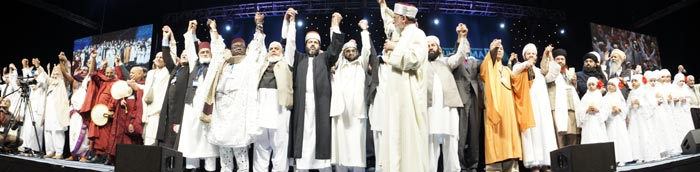
اعلامیه لندن برای صلح و مقاومت جهانی در برابر افراط گرایی ۲۰۱۱

اعلامیه لندن برای صلح و مقاومت جهانی در برابر افراط‌گرایی (۲۰۱۱)؛ (انگلیسی: London Declaration for Global Peace and Resistance against Extremism 2011) در تاریخ ۲۴ سپتامبر ۲۰۱۱، منهاج القرآن در «ومبلی آرنا» در لندن، بزرگترین کنفرانس صلح برای بشریت را سازماندهی کرد که تحت سرپرستی محقق اسلامی محمد طاهر القادری، ۱۲۰۰۰ نفر از اعضای آن در یک اعلامیه جهانی، نژادپرستی، عدم تحمل مذهبی، افراط گرایی و تروریسم را تقبیح کردند.